# Pedro Sosa López
Pedro Sosa López (Requena, Valencia, Comunidad Valenciana, 30 de enero de 1887 - Ibídem, 21 de noviembre de 1953) fue un compositor, profesor de música y trombonista español.

## Vida
Pedro Sosa López, nacido en Requena en la Provincia de Valencia el día 30 de enero del año 1887, fue un compositor, profesor de música y trombonista. En sus inicios en el mundo de la música estudió con los músicos Amancio Amorós, Francisco Peñarroja y Baltasar Martínez ingresando como infantillo en el coro del Real Colegio Seminario del Corpus Christi de Valencia. Amplió sus estudios musicales en el Patronato de la Juventud Obrera, comenzando a tocar el trombón en el local de la banda de música a la que el pertenecía. Posteriormente estudió en el Conservatorio Superior de Música "Joaquín Rodrigo" de Valencia, en Salvador Giner y Vidal, En 1920 se convirtió en catedrático siendo profesor auxiliar de armonía y solfeo en el mismo conservatorio, así como de teoría de la música. Más tarde fue nombrado director del conservatorio.

## Obra
Compuso un sinfín de obras de corte clásico. Como compositor, estuvo trabajando principalmente para bandas de música. Algunas de sus composiciones musicales más destacadas para bandas de música son:
- Canciones del Montañés
- Lo Cant del Valencià pasdoble
- Tonades d'Amor

## Reconocimientos
- En Requena (su pueblo de nacimiento) se le ha puesto una calle con su nombre debido trayectoria musical, llamada Calle Músico Pedro Sosa.
- En Valencia también se puso una calle con su nombre, llamada Calle Maestro Sosa.